# Georg Stefan Troller
Pour les articles homonymes, voir Troller.
Georg Stefan Troller, né à Vienne (Autriche) le 10 décembre 1921 , est un auteur, journaliste de télévision, scénariste, réalisateur et documentariste autrichien vivant en France.

## Biographie
Né dans une famille juive, à Vienne (Autriche), Georg Stefan Troller arrive en France via Prague en 1938 et prend à Marseille en 1941 un bateau pour les États-Unis. Il revient en Europe dans les rangs de l'armée américaine, une histoire qu’il a relatée dans Welcome in Vienna réalisé par Axel Corti.
Sa manière subjective d'enquêter sur les célébrités est devenu un modèle pour de nombreux journalistes, réalisateurs de documentaires et modérateurs de talk shows.

## Filmographie partielle
- Welcome in Vienna, trilogie d'Axel Corti
  - 1982 :  Dieu ne croit plus en nous
  - 1986 :  Santa Fe
  - 1986 :  Welcome in Vienna

## Distinctions
- 1975 : Prix Erich-Salomon

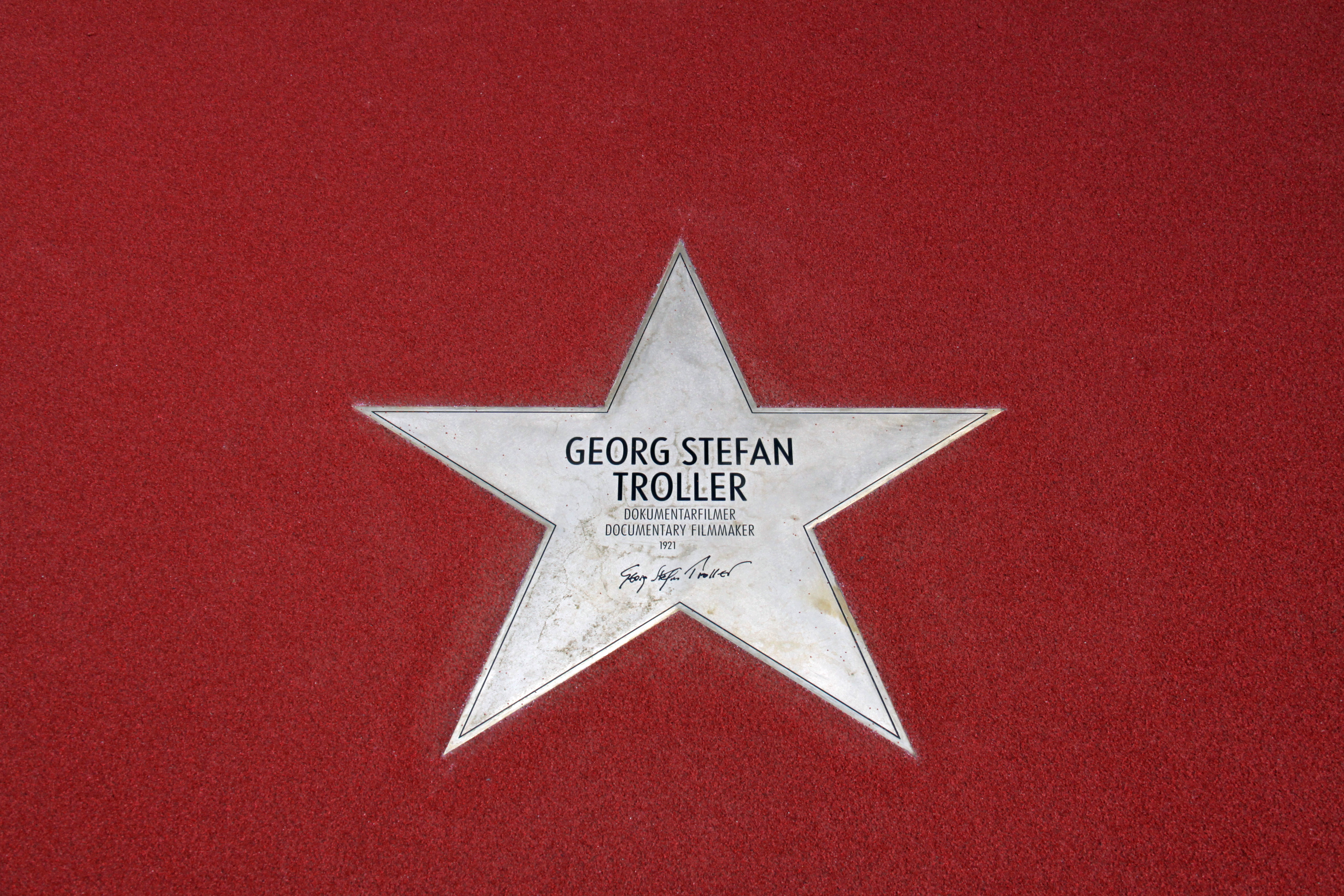
Étoile sur le Boulevard des stars

- 1987 : nomination aux Oscars du cinéma pour Welcome in Vienna
- 2002 : Prix franco-allemand du journalisme
- 2004 : Prix Axel Corti (de)
- 2010 : réception de son étoile sur le Boulevard des stars à Berlin